# Ampelocissus rubriflora
Ampelocissus rubriflora är en vinväxtart som beskrevs av François Gagnepain. Ampelocissus rubriflora ingår i släktet Ampelocissus och familjen vinväxter. Inga underarter finns listade i Catalogue of Life.